# Есаулка (приток Томи)
Есаулка — река в России, протекает в Кемеровской области. Устье реки находится в 561 км по правому берегу от устья реки Томь выше ЗСМК. Длина реки составляет 40 км. Притоки — Щедруха, Паринова Речка, Грязнов, Бревенная, Солонешная, Лучиновая, Каменушка.

## Данные водного реестра
По данным государственного водного реестра России относится к Верхнеобскому бассейновому округу, водохозяйственный участок реки — Томь от города Новокузнецк до города Кемерово, речной подбассейн реки — Томь. Речной бассейн реки — (Верхняя) Обь до впадения Иртыша.